# Terazije

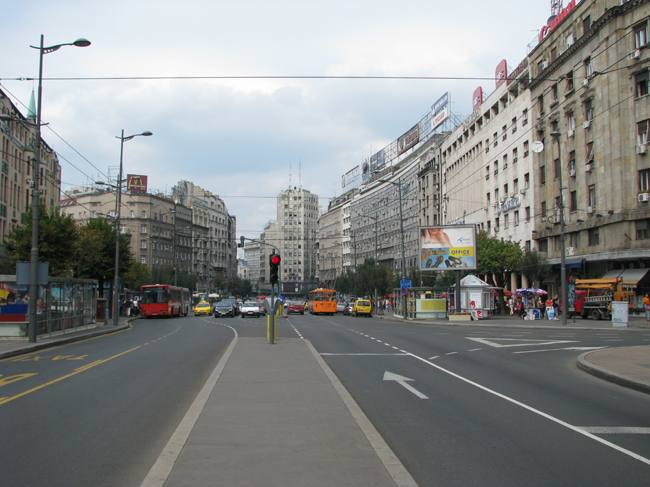
Terazije

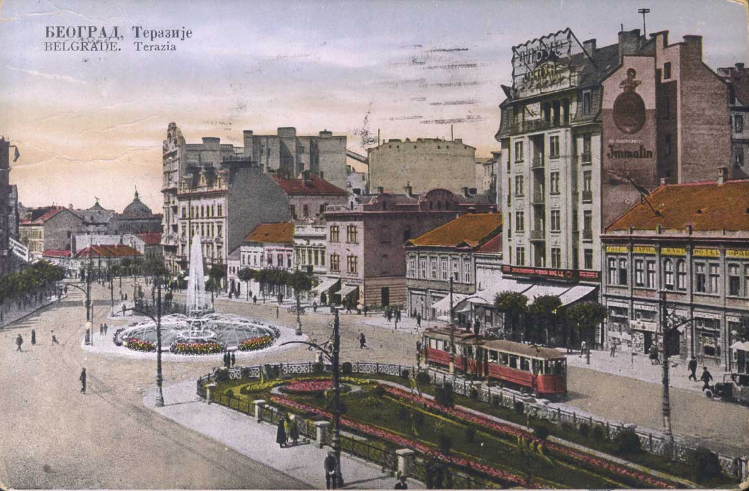
Terazije w 1934 r.

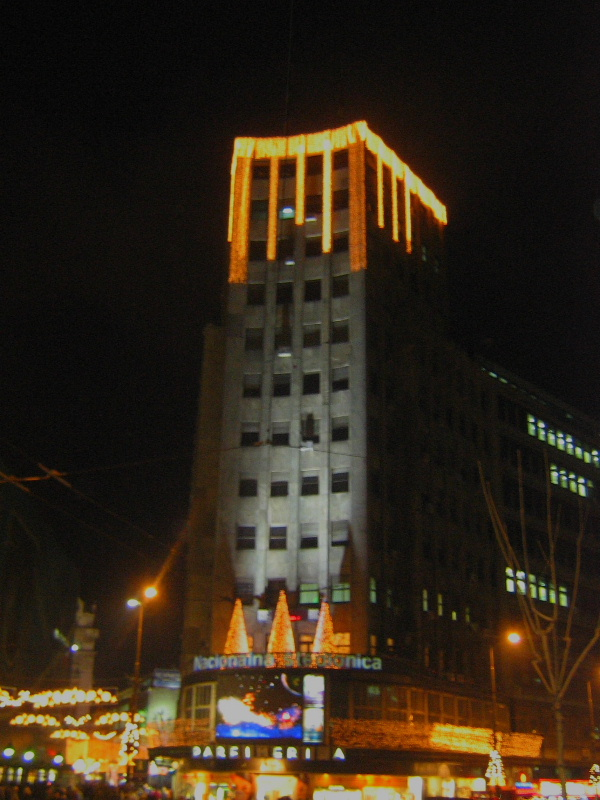
Palace Albania po zmierzchu

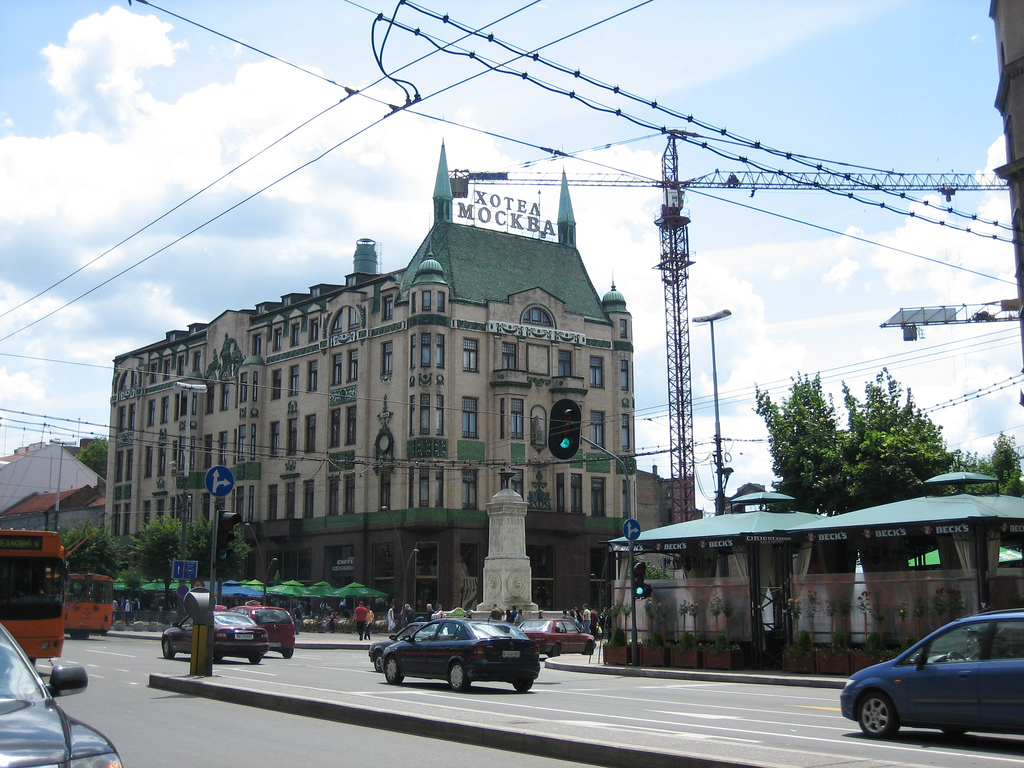
Hotel Moskwa

Terazije (serb. Теразије) jest centralnym placem Belgradu. Nazwa placu pochodzi z języka tureckiego - wagi wodne, które znajdowały się m.in. i w tym miejscu.
Terazije zaczęły się kształtować w pierwszej połowie XIX wieku. W 1840 książę Miloš Obrenović rozkazał serbskim rzemieślnikom, zwłaszcza kowalom i kotlarzom, przenieść ze starego miasta na wodzie, i budować swoje domy i sklepy na miejscu obecnego placu.
Najważniejsze obiekty na placu:
- Kod zlatnog krsta - tawerna gdzie 6 czerwca 1896 pokazano pierwszy film braci Lumière.
- Stary Hotel Kasina - zbud. około 1860. W hotelu w 1918 obradował Parlament Serbii, następnie do 1920 wystawiał w nim Teatr Narodowy. Obecny obiekt o tej samej nazwie powstał w 1922.
- Takovo - restauracja i kino.
- Hotel Moskva – jeden z najpiękniejszych budynków w Belgradzie, zbud. w 1906, z ceramiczną fasadą.
- Palace Albania - zbud. w 1937, pierwszy wysokościowiec w Belgradzie i najwyższy budynek na Bałkanach do II wojny światowej.
- Theatre on Terazije - teatr muzyczny.